# فیلم کالت

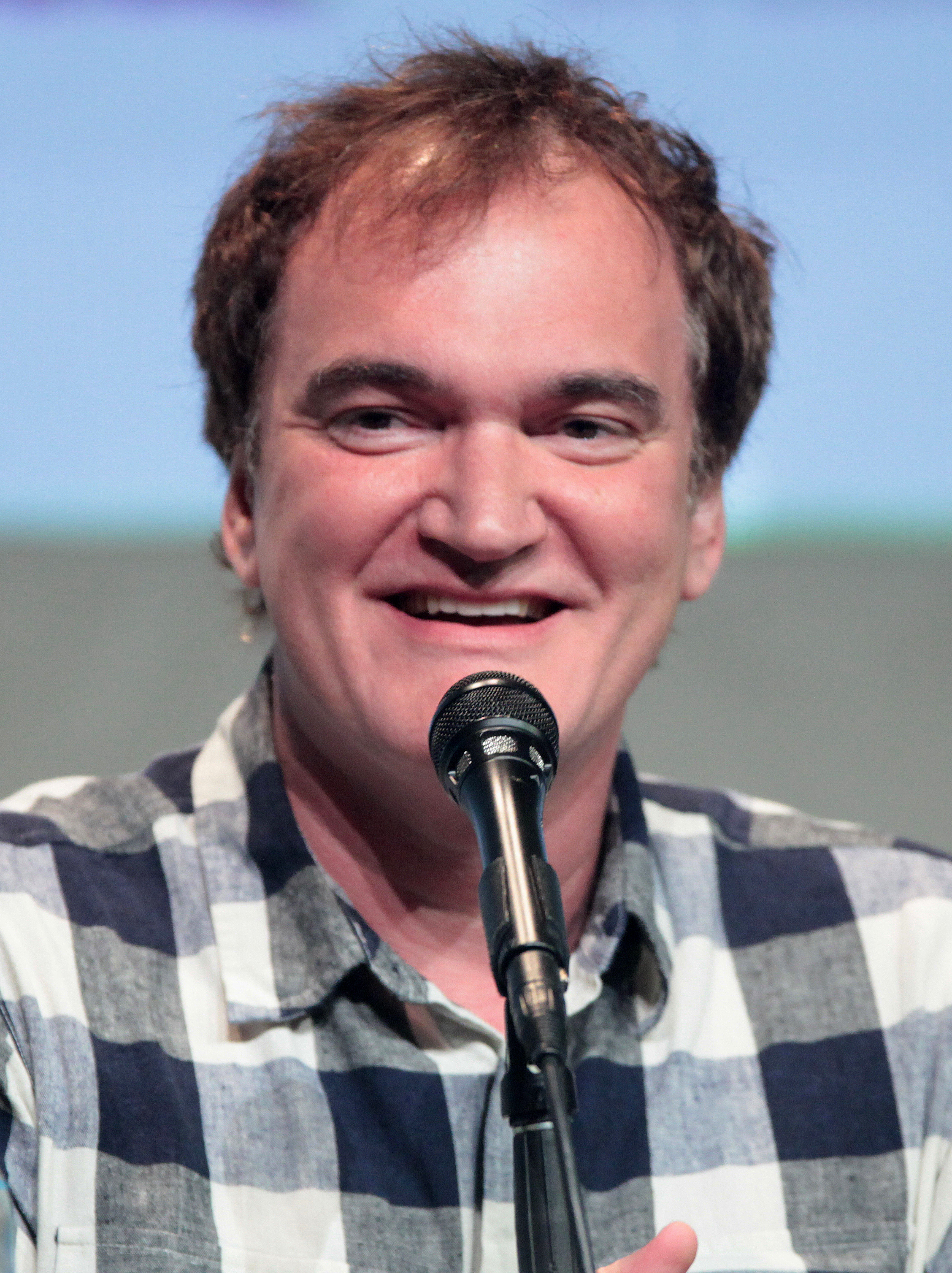
کوئنتین تارانتینو نمونه یک فیلمساز کالت است که در جریان اصلی موفقیت کسب کرده‌است.

فیلم کالت (به انگلیسی: Cult Film) فیلمی‌ست معمولاً جدا از جریان اصلی سینما با جامعه‌ای از طرفداران پروپاقرص که هواداران کالت فیلم را تشکیل می‌دهند.
به عنوان مثال، لبوفسکی بزرگ در اکران فروش کمی داشت و با واکنش سرد منتقدان روبرو شد اما کم‌کم موقعیتش به‌عنوان یک فیلم کالت تثبیت شد.

## ویژگی‌ها
چه چیزی یک اثر را «کالت» می‌سازد؟ امبرتو اکو پاسخ می‌دهد که برای احراز چنین موقعیتی، عشق‌ورزیِ مخاطبان شرطی اساسی اما ناکافی‌ست؛ اثر هنری باید جهانی خودبسنده به ارمغان آورد تا طرفدارانش بتوانند شخصیت‌ها و رویدادها را همچون جنبه‌هایی از جهان محفلی و فرقه‌ای خود یادآوری و نقل کنند.